# ژاک ویلره
ژاک ویلرِه (فرانسوی: Jacques Villeret‎؛ ۶ فوریهٔ ۱۹۵۱ – ۲۸ ژانویهٔ ۲۰۰۵) یک هنرپیشه اهل فرانسه بود.
او در فیلم بازی شام، ایزنوگود، یکی و دیگری و دستبرد بازی کرده است.